# Ponte de ferro sobre o rio Forqueta
Estrutura metálica localizada entre os municípios brasileiros de Arroio do Meio e Lajeado, no Rio Grande do Sul. Cruza o rio Forqueta, situando-se próximo à confluência com o rio Taquari. Foi cenário do filme Os Famosos e os Duendes da Morte, de Esmir Filho.
No dia 2 de maio de 2024, a ponte foi destruída durante as fortes enchentes que atingiram o estado.